# Kraussina crassicostata
Kraussina crassicostata är en armfotingsart som beskrevs av Jackson 1952. Kraussina crassicostata ingår i släktet Kraussina och familjen Kraussinidae. Inga underarter finns listade i Catalogue of Life.